# Amt Moltzow

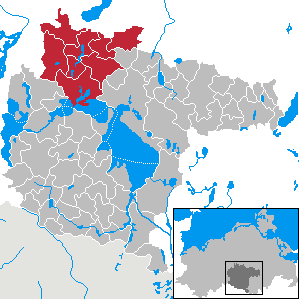
Amt Moltzow im Landkreis Müritz

Im Amt Moltzow (ehemaliger Landkreis Müritz in Mecklenburg-Vorpommern), das seit 1992 existierte, waren die neun Gemeinden Grabowhöfe, Hohen Wangelin, Jabel, Klocksin, Lupendorf, Moltzow (Amtssitz), Neu Gaarz, Schwinkendorf und Vollrathsruhe zur Erledigung ihrer Verwaltungsgeschäfte zusammengeschlossen. 
Am 13. Juni 2004 wurde Lupendorf nach Schwinkendorf eingemeindet. 
Am 1. Januar 2005 wurde das Amt Moltzow aufgelöst. Die Gemeinden wurden zusammen mit den Gemeinden des ebenfalls aufgelösten Amtes Waren-Land in das neue Amt Seenlandschaft Waren überführt.